# Marco Wölfli
Marco Wölfli (Grenchen, Solothurn kanton, 1982. augusztus 22. –) svájci válogatott labdarúgó, 2003-tól a BSC Young Boys játékosa. Posztját tekintve kapus.
A svájci válogatott tagjaként részt vett a 2010-es világbajnokságon.